# Wondreb (Tirschenreuth)
Wondreb  (bairisch: Woundara) ist ein Gemeindeteil der Kreisstadt Tirschenreuth in der Oberpfalz im Landkreis Tirschenreuth. Das rund 330 Einwohner zählende Pfarrdorf gehört zu den ältesten Siedlungsgebieten des Stiftlandes. 

## Lage
Der Ort Wondreb liegt am gleichnamigen Fluss Wondreb, einem Zufluss der Eger, unweit der Grenze zu Tschechien. Wondreb befindet sich im Stiftland im Oberpfälzer Wald und liegt rund sechs Kilometer entfernt von Tirschenreuth.

## Geschichte
Im Jahre 1259 schenkte der Staufer Konradin die Orte Wondreb, Beidl und Gründlbach („wundreb, Pietelein et grintilbach“) mit allen Zubehörungen dem Kloster Waldsassen; sie waren demnach Königsgut, das zur regio egere gehörte.
Am Montag, den 2. Mai 1945 wurde Wondreb von der 90. US-Infanteriedivision eingenommen. Über die letzten Tage des 3. Reiches in Wondreb gibt es ein schmales Büchlein, in dem die Erinnerungen von Johann Schärdel, dem Oberförster von Wondreb in den Jahren 1942 bis 1945, die dieser im Jahr 1970 anhand seiner Tagebuchaufzeichnungen niederschrieb, abgedruckt sind.
Am 1. Januar 1971 wurden die bis dahin selbständige Gemeinde Pilmersreuth am Wald und Teile der aufgelösten Gemeinde Rosall eingegliedert. Am 1. Mai 1978 wurde Wondreb in die Kreisstadt Tirschenreuth eingemeindet.

## Sehenswürdigkeiten

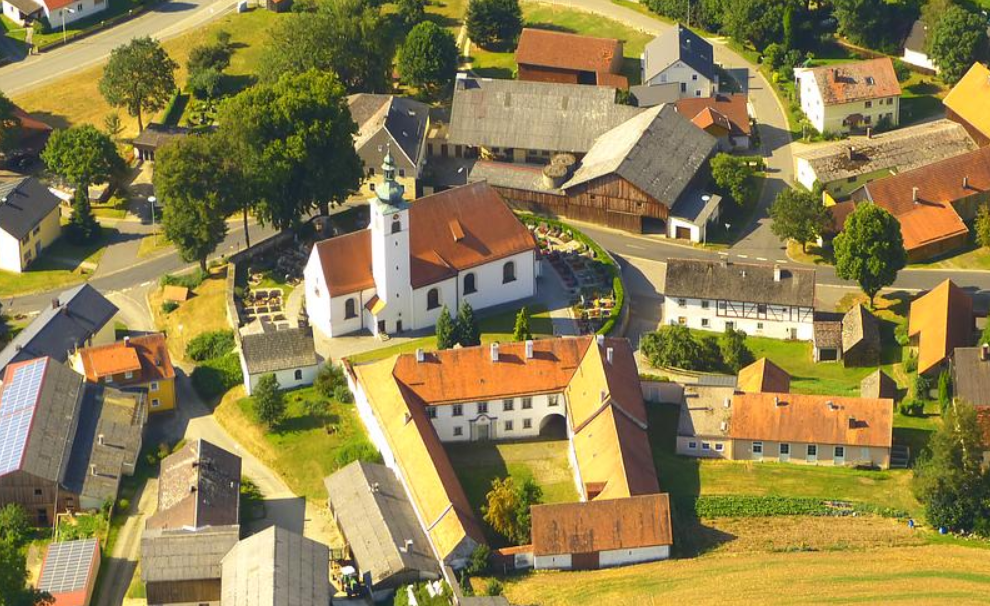
Pfarrkirche Mariä Himmelfahrt, Pfarrhof und Friedhofskapelle

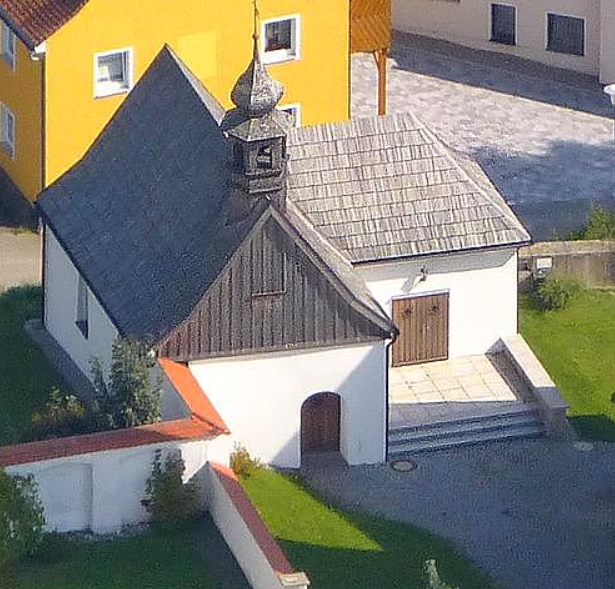
Luftbild St. Michael Totentanzkapelle Wondreb Tirschenreuth

- Die katholische Pfarrkirche Mariä Himmelfahrt entstand im 14. Jahrhundert.
- Der Pfarrhof wurde 1726 von Philipp Muttone erbaut.
- Die Friedhofskapelle St. Michael (Totentanzkapelle) wurde 1669 errichtet. Auf 28 Bildern an der Decke ist der Totentanzzyklus dargestellt.[7]

## Infrastruktur
Wondreb ist durch die Staatsstraße 2174 mit Tirschenreuth und Neualbenreuth und durch die Kreisstraße TIR 4 mit Großkonreuth und Waldsassen verbunden.